# 下屋俊裕
下屋 俊裕（しもや としひろ、1952年11月20日 - ）は、日本の実業家。株式会社市進ホールディングス代表取締役社長を経て、同社代表取締役会長、一般社団法人教育アライアンスネットワーク代表理事。

## 人物・経歴
鹿児島県出身。1977年順天堂大学大学院体育学研究科修士課程修了、市川進学教室入社。1997年市進第一事業本部教育本部長。1999年市進第二事業本部教育本部長。2001年市進取締役第二事業本部教育本部長。2008年市進常務取締役第二事業本部本部長。2010年市進ホールディングス取締役副社長、市進ウイングネット代表取締役社長。2011年から市進ホールディングス代表取締役社長及び江戸カルチャーセンター代表取締役社長を務めた。2018年に学習塾130社以上からなる教育アライアンスネットワークを結成し代表理事に就任。2020年には市川市と包括連携協定を締結した。同年市進ホールディングス代表取締役会長。